# George Carlin
George Carlin (Manhattan, 1937. május 12. – Santa Monica, Kalifornia, 2008. június 22.) Grammy-díjas amerikai humorista, színész, kritikus, író. A stand-up comedy műfaj egyik legbefolyásosabb alakjaként, az "ellenkultúra komikusainak vezéreként" tekintettek rá. Híres volt sötét humoráról, politikai véleménynyilvánításáról, az angol nyelvvel, a pszichológiával, a vallásokkal és a társadalmi tabukkal szembeni kritikájáról.
Gyakori szereplője volt a The Tonight Show-nak, amikor még Johnny Carson vezette, és ő volt a Saturday Night Live első adásának műsorvezetője is. Az 1980-as évektől műsorainak egyre inkább az amerikai társadalom kritikája lett a középpontja. Leghíresebb száma a Hét szó, amely nem hangozhat el a televízióban, amely miatt le is tartóztatták, és amely a szólásszabadság témájában vetett fel kérdéseket. Számtalan tévéműsorban és filmben is szerepelt már. A Comedy Central 2004-es "10 legjobb amerikai humorista" listáján a második helyet szerezte meg. A Rolling Stone magazin 2017-ben szintén a második helyre sorolta a "minden idők 50 legjobb stand-up komikusa" listáján. Számos filmben szerepelt és sokszor szinkronizált is, de kiadott könyveket is.

## Élete

### Korai évek
George Denis Patrick Carlin 1937. május 12-én született Manhattanben, Patrick John Carlin és Mary Bearey gyermekeként. Anyja titkárnő volt, apja pedig reklámszakember. Apja 1935-ben elnyerte a Mahogany Gavel-díjat. Volt egy testvére, Patrick Carlin Jr. (1931–2022), aki nagy hatással volt a humorára és gyakran besegített neki. Anyja ír felmenőktől származott, apja pedig ír bevándorló volt, ezért Carlin "teljesen írnek" nevezte magát. Anyai nagyapja, Dennis Bearey rendőrként dolgozott, aki elmondása szerint puszta passzióból készítette William Shakespeare műveinek kézírásos változatát. Szülei 1930 novemberében házasodtak össze. Amikor Carlin kéthónapos volt, szülei elváltak, apja alkoholizmusa miatt.
Nehéz kapcsolatban állt anyjával, és gyakran megszökött otthonról. Morningside Heights-ban (Manhattan) nőtt fel, amit a barátaival "Fehér Harlemnek" neveztek, mert az sokkal "keményebben" hangzott, mint az igazi neve. A helyi Corpus Christi School-ban tanult. Egyik legjobb gyerekkori barátja Randy Jurgensen volt, aki később mint a New York-i rendőrség egyik legjobb emberölési nyomozója szerzett magának hírnevet. Anyjának volt egy tévéje, ami akkoriban újdonságnak számított, és azt nézve Carlin a Broadway Open House című talk show rajongója lett. A Cardinal Hayes High School középiskolába járt, de három félév után kirúgták. Ezt követően rövid ideig a Bishop Dubois High School és Salesian középiskolákban tanult. Sok nyarat töltött a New Hampshire állambeli Spoffordban, az ottani Camp Notre Dame-ban, ahol rendszeresen díjakat nyert színészi alakításaiért. Halála után kérésére a hamvai egy részét itt szórták szét.
Katonai szolgálatát a légierőnél töltötte radartechnikusként. A Louisiana állambeli Bosser Cityben állomásozott, és hamarosan a közeli Shreveportban működő KJOE rádióállomás műsorvezetője lett. Felettesei elégedetlenek voltak vele, ezért 1957 júliusában leszerelték – viselkedése miatt háromszor hadbíróság előtt állt, és többször kapott feddést és fenyítést.

### Karrierjének kezdete (1959–1969)
1959-ben találkozott Jack Burns-szel, aki a texasi Fort Worth-ben üzemelő KXOL rádió műsorvezetője volt. Összeálltak egy humoristaduóvá, és sikereiket követően 1960 februárjában Kaliforniába mentek. Hamarosan állást kaptak a hollywoodi KDAY adónál, ahol a The Wright Brothers címre keresztelt reggeli műsort vezették, műsorukat pedig éjszakánként különféle beatnik kávéházakban csiszolgatták. Évekkel később, amikor Carlin csillagot kapott a Hírességek Sétányán, azt kérte, hogy a KDAY stúdiója elé kerüljön, a Sunset Boulevard és a Vine Street sarkán. 1960 májusában egy lemezt is megjelentettek, ez volt a Burns and Carlin at the Playboy Club Tonight. A duó két év után feloszlott, hogy egyéni ambícióikat valósítsák meg, de közeli jóbarátok maradtak ezután is.
A hatvanas években Carlin a tévében kezdett el szerepelni, különféle varietéműsorokban. Híres karakterei voltak az indián őrmester, az ostoba rádiós műsorvezető és a hippi időjós. Némelyikük felbukkant 1967-es debütáló szólólemezén, a "Take-Offs and Put-Ons"-on, amelynek anyagát 1966-ban rögzítették Detroitban. Ebben az időben lett gyakori vendége a The Tonight Show-nak, kezdetben még amikor Jack Paar vezette azt, majd később is, amikor már Johnny Carson. Három évtizeden keresztül szerepelt a műsorban visszatérő szereplőként, alkalmanként helyettes műsorvezetőként. 1967-ben szerepet kapott a CBS "Away We Go" című műsorában is. Műsorainak témája, ahogy külső megjelenése is (öltönyt viselt, rövidre vágott hajjal) szöges ellentétben állt azzal, ahogy később megjelent a nyilvánosságban.
Carlin jelent volt a chicagói Gate of Horn klubban 1962. december 5-én, amikor Lenny Bruce-t letartóztatták az obszcén előadásmódja miatt. Miközben a rendőrség igazoltatta a jelenlévőket, Carlin közölte velük, hogy nem hisz a kormányzat által kiállított személyi igazolványban, őt is letartóztatták, és Bruce-szal egy zárkába került.

### Az átalakulás (1970–1971)
A hatvanas évek végén Carlin 250 ezer dollárt keresett évente. 1970-ben hirtelen változtatott a stílusán: megnövesztette a haját és a szakállát, fülbevalót kezdett el hordani, farmerban és pólóban lépett fel. Emiatt számos szereplési lehetőségtől el is esett, mert abban az időben a frissen borotvált, elegánsan felöltözött humorista volt az általánosan elfogadott. Külsőségeit Jeff Wald és Ron De Blasio segítségével változtatta meg, hogy a fiatalabb közönség számára is "trendi" legyen. Wald vitte őt be olyan, a korábbiakhoz képest sokkal kisebb klubokba, mint a The Troubadoure West Hollywoodban vagy a The Bitter End New York Cityben. Ugyan jóval kevesebbet keresett, viszont a későbbi karrierje szempontjából fontos tapasztalatokat szerzett.

### Sztárság és hírnév (1972–1979)
1970-ben Monte Key producer Flip Wilson komikussal megalapította a Little David Records-t. Rögtön le is igazolták Carlint az RCA Records-tól és kiadták egy 1971-es washingtoni fellépését (FM & AM, 1972). Mivel De Blasio időközben nagyon elfoglalt lett a feltörekvő Freddie Prinze menedzselésével, és éppen aláírt Richard Pryor-ral, elengedte Carlint, akinek Jack Lewis lett az új menedzsere. Lewis nagyon hasonlított Carlinra: vad és lázadó szellemű. Új műsorával Ed Sullivan-nél lépett fel, ahol korábbi saját magának a kartonpapírból kivágott életnagyságú figurájával szerepelt, és ezzel egycsapásra újra népszerű lett.
1972-től kezdve a szintén a kiadónál dolgozó Kenny Rankin lett az állandó zenei partnere. Ketten gyakran utaztak együtt Carlin magángépén, akinek elmondása szerint Rankin újra kokainfüggő lett, mert akkora mennyiségben lett elérhető a gépen. Az FM & AM hamarosan népszerűvé vált, és átalakította Carlin imázsát az ellenkultúra közkedvelt alakjává. A lemez AM oldalán Carlin korábbi stílusára emlékeztető műsor volt, az amerikai mindennapok kifigurázásával, míg az FM oldalon már az újfajta humor, amiben a füvezéssel és a fogamzásgátlóval viccelődött, és a "szar" szót is használta. Ily módon továbbvitte Lenny Bruce örökségét a szabadszájú humorral kapcsolatosan.
Ekkoriban kezdett bele a "hét csúnya szó" című szövegébe, amely az 1972-es "Class Clown" című lemezén is megjelent. Ez a következőképpen hangzott, szó szerint: "Szar, húgy, baszás, punci, faszszopó, anyabaszó, cickók. Ez a kemény hetes. Ezek azok, amik megfertőzik a lelked, meghajlítják a gerinced, és megakadályozzák az országot, hogy megnyerje a háborút". 1972. július 21-én letartóztatták, amikor a milwaukee-i Summerfesten is előadta ezt, és meggyanúsították az obszcenitási törvények megsértésével. Az ügy, ami miatt Carlin a szavakat később a "Milwaukee-i Hetek" néven emlegetett, decemberben azzal zárult, hogy a bíróság elismerte: Carlin illetlenül beszélt ugyan, de szabadon teheti ezt egészen addig, amíg nem kelt vele megbotránkozást. 1973-ban egy ember panaszt tett az FCC-nél (amerikai médiahatóság), mert a WBAI rádióállomás az egyik délután leadta az "Occupation: Foole" lemezének anyagát, és abban szerepelt egy hasonló monológ, "Mocskos szavak" címmel, amit a fia is hallott. Az FCC megbírságolta a rádió tulajdonosát, a Pacificát, mert megszegték az obszcén anyagok sugárzására vonatkozó tilalmat. A Legfelsőbb Bíróság szoros, 5-4 arányú szavazattal arra a döntésre jutott, hogy a műsor illetlen ugyan, de nem obszcén, az FCC-nek pedig joga van arra, hogy megtiltsa az ilyen anyagok sugárzását akkor, amikor gyerekek is hallgathatják azt.
Ez a botrány csak növelte Carlin népszerűségét. Mi több, kibővítette a csúnya szavakról szóló részt annyira, hogy az már végtelen hosszúságúnak tetszett. Egyes esetekben a műsorok is úgy értek véget a tévében, hogy a stáblista alatt is mondta a monológot és be sem fejezte. Negyvenkilenc oldalt gyűjtött össze, kategóriák szerint rendezve, melyet az "illetlen szavak félkész listája" névvel illetett. Az egyik előadása közben tudta meg, hogy az FM & AM album Grammy-díjat nyert: az "Occupartion: Foole" lemezen hallható, hogy megköszöni valakinek, hogy átad neki egy papírt, majd elolvassa azt, majd a "Basszus!" felkiáltást követően megköszöni a közönségnek. A "hét csúnya szó" miatt összesen hét alkalommal tartóztatták le fellépések után.
1975. október 11-én ő lett a Saturday Night Live legelső adásának a műsorvezetője. Kérésére nem jelent meg egyik jelenetben sem. A következő évben visszatérő vendége volt a CBS "Tony Orlando & Dawn" című varietéműsorának. 1976-ban aztán, sikereinek csúcsán, váratlanul abbahagyta a rendszeres fellépéseket. A következő öt évben szinte alig vállalt stand up műsorokat, viszont elkezdett az HBO-val együtt dolgozni: haláláig összesen 14 különböző műsort gyártott nekik, az első kettőt 1977-ben és 1978-ban. Később kiderült, hogy a szünet oka élete első szívinfarktusa volt.

### HBO és filmek (1980–1987)
1981-ben Carlin visszatért a színpadra, megjelent "A Place For My Stuff" című lemeze, és visszatért a tévébe is a "Carlin at the Carnegie" című HBO-különkiadással. A következő másfél évtized során évente-kétévente jelentkezett az HBO-n új műsorral, melyekből lemezeket is készítettek. 1984. november 10-én újra szerepelt a Saturday Night Live-ban, ezúttal már a jelenetekben is.
Ekkoriban kezdett el színészkedni is: legelőször az 1987-es "Szemérmetlen szerencse" című filmben kapott nagyobb szerepet, ahol Frank Madrast játszotta. 1989-ben a "Bill és Ted zseniális kalandja" című filmben játszotta Rufust, a főszereplők jövőből érkezett mentorát, mely karaktert újra eljátszotta 1991-ben a folytatásban, a "Bill és Ted haláli túrájában", valamint a rajzfilmsorozat első évadában.

### Stílusváltás (1988–1989)
1988-ban Carlin ismét változtatott a stílusán és a külső megjelenésén. Ahogy a hetvenes években is tette, ez egy lépcsőzetes átmenet volt, és több lett a műsoraiban a társadalomkritikus elem, a politika, és a nihilizmus. Korábbi előadásain elhangzottakat felhasználva világított rá, mik azok a furcsa dolgok, amiket az emberek csinálnak, és a nyelvvel is sokat humorizált – de nem mulasztotta el hozzátenni, hogy mennyire visszataszító módon használja azt a társadalom. Ekkoriban lófarkat növesztett és úgy hordta a haját. Élete utolsó két évtizedében az előadásai sötétebbek és agresszívabbak lettek, mint korábban, műsorai pedig továbbra is az HBO-n keresztül találták meg a nagyközönséget.

### Tévésorozatok és filmek (1989–1997)
1991-ben főszerepet kapott a "Hullámok hercege" című filmben, Nick Nolte és Barbra Streisand oldalán, mint a főszereplő testvérének meleg szomszédja. Ugyanebben az évben ő lett a "Thomas, a gőzmozdony" első négy évadának amerikai narrátora. 1996-ig a CBS "Shining Time Station" című gyerekműsorában is játszott. Britt Allcroft elmondása szerint Carlin ideges volt mindkét esetben, mert nem közönség előtt játszott, ezért a stúdióba behoztak neki egy játékmackót, hogy az helyettesítse a közönséget.
1992-ben a "Jammin' In New York" című HBO-műsorban mesélte el, miért változtatott a stílusán – előadás közben hosszú hajjal, feketébe öltözve szerepelt, csípős humorral. A kritikusoknak tetszett az alakítása, ő pedig maradt a komolyabb témák feldolgozásánál.
1993-ban indult a Fox csatornán a "The George Carlin Show", amelyben egy taxisofőrt alakított, és amely 27 epizódot élt meg. 1997-ben az Aspen Comedy Festivalon Jon Stewart műsorvezetésével köszöntötték negyven évét a pályán. Első könyve, a "Brain Droppings" is ekkor jelent meg: közel kilencszázezer példányban kelt el, és negyven hétig szerepelt a New York Times bestseller-listáján.

### Utolsó évek (2000–2008)
Carlin az Esquire magazinnak adott 2001-es interjújában elmondta, hogy a drogfüggősége miatt hanyagolta az üzleti ügyeit és nagy hátralékot halmozott fel az adóhatósággal szemben, amiből tizennyolc-húsz évig tartott kilábalnia. Ez volt az oka annak, amiért sokáig nem színészkedhetett és csak a jobban jövedelmező stand up komikusi karriert üldözte. Ebben az évben az American Comedy Awards életműdíját is megkapta.
2003-ban Doug Ose képviselő törvényjavaslatot adott be, hogy a Carlin által használt hét mocskos szó semmilyen formában, beleértve a szóösszetételeket, a jelzős szerkezeteket és az igekötős változatokat is, ne legyen használható. A javaslatban a "cickók" szó helyett a "seggfej" szerepelt, amit Carlin egyébként nem is használt benne. A törvényjavaslatot végül nem tárgyalták.
Carlin rendszeresen fellépett Las Vegasban is, ám 2004-ben egy nézőtéri incidens miatt többé nem szerepelhetett. Az MGM Grand Las Vegasban tartott estje nem sikerült túl jól, többek között öngyilkos merényletekről és lefejezésekről beszélt, amit a közönség nem vett jó néven. Carlin megjegyezte a színpadon, hogy "alig várom, hogy itthagyjam ezt a kibaszott szállodát és Las Vegast", és célzott rá, hogy vissza akar menni keletre, ahol az "igazi emberek" élnek. Ezután azzal folytatta: "Azok, akik Las Vegasba jönnek, kezdjék azzal, hogy elgondolkoznak a kibaszott értelmi képességükön. Az, hogy valaki azért utazzon több száz, több ezer mérföldet, hogy odaadja a pénzét egy nagyvállalatnak, hihetetlen nagy hülyeség. Ezért van az, hogy ilyen korlátolt intellektusú közönség előtt kell mindig fellépnem". Mikor erre valaki bekiabálta, hogy hagyja abba a szidalmazásukat, Carlin úgy válaszolt: "Köszönöm szépen, bármi is volt ez. Remélem, pozitív, mert ha nem, akkor leszophattok". Azonnal kirúgták, ezt követően pedig az ügynökén keresztül bejelentette, hogy alkohol- és fájdalomcsillapító-függősége miatt terápiára megy.
2005-ös "Life is Worth Losing" című HBO-műsorát követően turnézni indult, amelyben az öngyilkosságot, természeti katasztrófákat, kannibalizmust, népirtást, emberáldozatot, a polgári szabadságjogokra leselkedő veszélyeket emlegette, és azt, hogy az emberiség alávalóbb egyes állatfajoknál. Kaliforniában tartott első fellépésén elmondta, hogy szívelégtelenség és tüdőgyulladás miatt hetekig feküdt kórházban, és ez most az első estéje azóta. 2006-ban a "Verdák" című animációs filmben szinkronizálta Fillmore-t, akinek a rendszámtábláján a születési dátuma látható. Utolsó munkája 2007-ben a "Fedőneve: Pipő" című filmben való szinkronja volt.
2008. március 1-jén mutatta be az HBO az utolsó stand up estjét, az "It's Bad For Ya"-t, amit élőben közvetítettek a kaliforniai Santa Rosából.

## Magánélete
1960 augusztusában éppen Jack Burns-szel turnézott az Ohio állambeli Daytonban, amikor megismerkedett Brenda Hosbrook-kal, aki egy útszáli étterem pincérnője volt. 1961. június 3-án kötöttek házasságot. Egy gyerekük született, Kelly Marie Carlin, későbbi rádiós műsorvezető. Fogadalmukat 1971-ben erősítették meg Las Vegasban.
Házasságukat beárnyékolta Carlin kokainfüggősége és Hosbrook alkoholizmusa. Utóbbit súlyosbította, amikor meglátogatta őket Carlin anyja, és titokban itatni kezdte a menyét. Amikor emiatt kórházba került, Hosbrook kijelentette, hogy addig nem megy haza, amíg az anyósa is ott van, ezért Carlin villámgyorsan hazaküldte az anyját. A pár később elismerte, hogy függőségekkel küzdenek, és ez segített a kapcsolatuk revitalizálásában. Hosbrook 1997. május 11-én halt meg májrákban, egy nappal Carlin hatvanadik születésnapja előtt.
Hat hónappal később megismerkedett Sally Wade írónővel, ami elmondása szerint szerelem volt első látásra. Eleinte félt, mert úgy érezte, hogy ilyen rövid özvegység után nem áll készen egy újabb kapcsolatra. Végül 1998. június 24-én házasodtak össze, és a házasságuk Carlin haláláig tartott.
Egy 2008-as interjúban megemlítette, hogy rendszeresen szívott füvet, használt meszkalint és LSD-t is, hogy segítsen neki megbirkózni az életével. Azt is elmondta, hogy alkohol- kokain- és Vicodin-függősége is volt, 2004-ben pedig elvonón is járt.
Annak ellenére, hogy katolikus családba született, megvetette a vallást és gyakran kritizálta azt fellépései során. Elmondása szerint nem hitt Istenben, csak valamiféle szervezett intelligenciában, amely mesze túl van a megismerhetőség határán.

## Halála
Egész életében szívbetegségekkel küzdött. 1978-ban, 1982-ben és 1991-ben is szívrohamot kapott. 2003-ban szívritmus-szabályozót ültettek be neki, 2005-ben szívelégtelensége volt, és kétszer érműtétet is végrehajtottak rajta. Különösen élete vége felé sok műtétje volt: egy visszaemlékezés szerint amikor felhajtotta a pólóját, hogy megmutassa Jeff Abrahamnek a felsőtestét, az úgy nézett ki, mint egy tudományos kísérlet.
2008. június 22-én hunyt el a kaliforniai Szent János Egészségügyi Központban, Santa Monicában. Egy héttel korábban volt az utolsó fellépése az Orleans Hotel & Casino-ban. Kívánságára elhamvasztották, hamvait pedig szétszórták különféle New York-i éjszakai bárok előtt, valamint Spoffordban, ahol a gyerekkora nyarait töltötte. Végrendeletében kikötötte, hogy nem akar temetést, csak azt, hogy az özvegye és a lánya szervezzenek egy megemlékezést, ahol csak a legközelebbi barátok vannak jelen és történeteket mesélnek róla.

## Filmszerepei
| Év   | Cím                            | Szerep                  | Megjegyzés                                  |
| ---- | ------------------------------ | ----------------------- | ------------------------------------------- |
| 1968 | With Six You Get Eggroll       | Herbie Fleck            |                                             |
| 1976 | Car Wash                       | Taxisofőr               |                                             |
| 1979 | Americathon                    | Narrátor                |                                             |
| 1987 | Szemérmetlen szerencse         | Frank Madras            |                                             |
| 1989 | Bill és Ted zseniális kalandja | Rufus                   |                                             |
| 1990 | Working Tra$h                  | Ralph Sawatzky          | TV film                                     |
| 1991 | Bill és Ted haláli túrája      | Rufus                   |                                             |
| 1991 | Hullámok hercege               | Eddie Detreville        |                                             |
| 1995 | Streets of Laredo              | Billy Williams          | 3 epizódban                                 |
| 1999 | Dogma                          | Glick bíboros           |                                             |
| 2001 | Jay és Néma Bob visszavág      | Stoppos csavargó        |                                             |
| 2003 | Horrorra akadva 3.             | építész                 | a Mátrix filmből                            |
| 2004 | Apja lánya                     | Bart Trinké, Ollie apja |                                             |
| 2005 | The Aristocrats                | önmaga                  |                                             |
| 2005 | Tarzan 2.                      | Zugor                   | csak hang                                   |
| 2006 | Verdák                         | Fillmore                | csak hang                                   |
| 2007 | Fedőneve: Pipő                 | Varázsló                | csak hang                                   |
| 2020 | Bill & Ted Face the Music      | Rufus                   | Posthumusz megjelenés, archív felvételekből |

## Diszkográfia
- 1963: Burns and Carlin at the Playboy Club Tonight
- 1967: Take-Offs and Put-Ons
- 1972: FM & AM
- 1972: Class Clown
- 1973: Occupation: Foole
- 1974: Toledo Window Box
- 1975: An Evening with Wally Londo Featuring Bill Slaszo
- 1977: On the Road
- 1981: A Place for My Stuff
- 1984: Carlin on Campus
- 1986: Playin' with Your Head
- 1988: What Am I Doing in New Jersey?
- 1990: Parental Advisory: Explicit Lyrics
- 1992: Jammin' in New York
- 1996: Back in Town
- 1999: You Are All Diseased
- 2001: Complaints and Grievances
- 2006: Life Is Worth Losing
- 2008: It's Bad for Ya
- 2016: I Kinda Like It When a Lotta People Die[73]

Válogatáslemezek
- 1978: Indecent Exposure: Some of the Best of George Carlin
- 1984: The George Carlin Collection
- 1992: Classic Gold
- 1999: The Little David Years

## További információ
- Hivatalos oldal
- George Carlin a PORT.hu-n (magyarul)
- George Carlin az Internetes Szinkronadatbázisban (magyarul)
- George Carlin az Internet Movie Database-ben (angolul)
- George Carlin a Rotten Tomatoeson (angolul)